# OnlyFans
Pour les articles homonymes, voir OF.

Évolution du nombre de visiteurs d'OnlyFans entre septembre 2017 et août 2022.

OnlyFans, souvent abrégé OF, est un réseau social au service d'abonnement, créé en 2016 et basé à Londres,,.
Le service héberge principalement du contenu érotique, voire pornographique, ainsi que du contenu fitness, de musiciens et d'autres créateurs qui publient régulièrement en ligne,.
Les créateurs de contenu gagnent de l'argent grâce aux utilisateurs qui s'abonnent à leur contenu, les « fans ». Ils reçoivent un financement directement de la part de leurs fans sur une base mensuelle, ainsi que des pourboires ponctuels ou via la fonctionnalité de paiement à la vue.

## Histoire
OnlyFans a été lancé en septembre 2016 en tant que plateforme pour artistes interprètes qui fournissent des clips et des photos aux utilisateurs moyennant un abonnement mensuel. Timothy Stokely a fondé l'entreprise aux côtés de son père Guy et de son frère Thomas. Ce dernier est devenu le directeur de l'exploitation de l'entreprise et son père est le directeur financier d'OnlyFans,.
Deux ans plus tard, l'homme d'affaires ukraino-américain Leonid Radvinsky, propriétaire de MyFreeCams, a acquis 75 % de Fenix International Limited et en est devenu le directeur. Après cela, OnlyFans s'est de plus en plus concentré sur le contenu not safe for work et « a acquis une réputation de culture pop pour être une ruche de pornographie ».
En mai 2020, le PDG Timothy Stokely déclare au site Internet BuzzFeed « que le site gagne environ 200 000 nouveaux utilisateurs toutes les 24 heures et 7 000 à 8 000 nouveaux créateurs s'inscrivent chaque jour ». En avril 2021, Onlyfans comptabilise 300 millions d'utilisateurs.[réf. nécessaire] En juillet 2021, le site compte plus de 100 millions d'utilisateurs enregistrés et prétendait avoir versé annuellement plus de 3 milliards de dollars à ses 1 million de créateurs de contenu, principalement des personnalités des réseaux sociaux dont Mia Khalifa, Amouranth, Blac Chyna, Amber Rose, Lily Philips, Sophie Rain, Markiplier, ou des chanteuses et des rappeurs dont Cardi B, Bella Thorne, Bhad Bhabie, Iggy Azalea, Carmen Electra, Tyga ou Chris Brown.
En août 2021, la plateforme annonce qu'à compter du 1er octobre 2021, le contenu « sexuellement explicite » sera banni. Quelques jours après cette annonce, l'entreprise se rétracte après avoir obtenu « les assurances nécessaires » auprès de ses partenaires bancaires pour maintenir sa politique en matière de contenus pornographiques.

## Usage
OnlyFans est principalement utilisé pour le partage de photos suggestives ou dénudées en échange d'une cotisation mensuelle. S'il existe également un marché pour des coachs en cuisine ou fitness et des musiciens,, l'essentiel des usagers sont donc des consommateurs et des créateurs professionnels ou amateurs de contenu pornographique,.
En avril 2020, un reportage de la BBC Three constate qu'un tiers des profils Twitter dans le monde faisant de la publicité pour la vente de photos nues ou assimilées via OnlyFans semblent être des profils de personnes mineures et que beaucoup d'entre elles utilisent OnlyFans pour partager leur contenu,.

## Aspects économiques, financiers et juridiques

### Modèle économique
De façon délibérée, OnlyFans n’a pas de politique de restriction des contenus. L'entreprise paie 80 % des frais perçus au créateur de contenu et garde les 20 % restants. Après les frais de commerçant et de traitement, la part de l'entreprise est d'environ 12 %.

### Quelques chiffres
Pour l'exercice comptable 2023, l'entreprise a réalisé un chiffre d'affaires de 6 milliards d'euros, dégagé un résultat de 658 millions de dollars et versé 426 millions d'euros de dividendes à ses actionnaires.
En 2024, l'entreprise a généré le chiffre d'affaires de 7,9 milliards de dollars, soit ramené par employé le ratio le plus important, selon Visual Capitalist, avec 37 600 000 $ par employé, loin devant Youtube (7 600 000 $) ou Meta (2 200 000 $).

### Propriété intellectuelle sur le contenu publié
Conformément aux conditions d'utilisation, le créateur donne le droit à la plateforme d’utiliser, de reproduire, de modifier, d’exposer, de distribuer et de dévoiler les contenus publiés,.

### Droit applicable et juridiction compétente
Le droit applicable en cas de litige est la législation d'Angleterre et du pays de Galles. Les juridictions compétentes seront celles d'Angleterre et du pays de Galles (clause 17.1 des CGS d'OnlyFans),. Ainsi, le Règlement de l'Union européenne en matière de protection des données personnelles (RGPD) ne s'applique pas pour OnlyFans.
Cependant, si un litige concerne un ressortissant français (en France ou à l'étranger), ou a lieu sur le territoire français (par un français ou non), la loi française s'applique.

### Concurrence
Parmi les principaux concurrents se trouvent Mym, Playboy-Centerfold, Patreon, 4based, Fansly, Fanvue, ou plus récemment Fans2model fonctionnant sur des principes identiques.